# Battalgazi
Battalgazi ist eine Stadtgemeinde (Belediye) im gleichnamigen Ilçe (Landkreis) der Provinz Malatya in Ostanatolien und gleichzeitig eine Gemeinde der 2012 geschaffenen Büyüksehir belediyesi Malatya (Großstadtgemeinde/Metropolprovinz) | in der Türkei. Seit der Gebietsreform 2013 ist die Gemeinde flächen- und einwohnermäßig identisch mit dem Landkreis. Battalgazi liegt östlich des Zentrums der Büyüksehir belediyesi und grenzt im Norden an die Provinz Elazığ und im Süden an die Provinz Adıyaman.
Battalgazi ist das zweite Malatya, das ursprünglich hethitische Malatya (Melid) wurde in der Antike niedergebrannt. Später wurde dann an der Stelle des heutigen Battalgazi Malatya neu gegründet. Daher wird Battalgazi auch Eskimalatya (Altmalatya) genannt. 1988 wurde sie nach dem muslimischen Helden Battal Ghazi umbenannt.

## Administration
Als Eskimalatya Bucaği bestand Battalgazi als einer von fünf Bucaks im zentralen Landkreis (Merkez Ilçe) der Provinzhauptstadt Malatya. Durch das Gesetz Nr. 3392 wurde der Bucak (bestehend aus 18 Dörfern und der gleichnamigen Belediye) 1987 ausgegliedert und als eigener Landkreis autonom.
(Bis) Ende 2012 bestand der Landkreis neben der Kreisstadt aus den beiden Stadtgemeinden (Belediye) Hasırcılar und Hatunsuyu sowie zwölf Dörfern (Köy). Durch das Gesetz Nr. 6360 wurde der zentrale Landkreis („Hauptstadtkreis“, Merkez Ilçe) der Provinzhauptstadt Malatya aufgelöst und auf die zwei bestehenden Kreise Yeşilyurt und Battalgazi aufgeteilt. Zu Battalgazi kamen hierbei 47 Mahalle, 28 Dörfer und 5 Belediye (Beydağı, Erenli, Hanımınçiftliği, Orduzu und Yaygın).
Im Zuge der Verwaltungsreform wurden 2013 alle Dörfer in Mahalle (Stadtviertel/Ortsteile) überführt, ebenso wurden die fünf Belediye zu jeweils einem Mahalle zusammengefasst, lediglich die acht existierenden Mahalle der Kreisstadt blieben erhalten. Durch Herabstufung dieser Belediye und der Dörfer zu Mahalle stieg deren Zahl auf 102 an. Ihnen steht ein Muhtar als oberster Beamter vor.
Ende 2020 lebten durchschnittlich 2.944 Menschen in jedem dieser nun 103 Mahalle. Die bevölkerungsreichsten sind: Çöşnük (21.859), Fırat (17.779), Başharık (14.802), Orduzu (14.058), Hanımınçiftliği (13.663), Zafer (13.065), Hacı Abdi (11.493), Tandoğan (11.196), Merkez Beydağı (10.681) und Göztepe (10.652).